# MRC 1138-262
MRC 1138-262 (surnommée la galaxie Toile d'araignée, également connue comme PGC 2826829) est un amas de galaxies avec un décalage vers le rouge de 2,156, située dans la constellation de l'Hydre. Déjà connue comme une puissante source radio, parce qu'elle renferme un trou noir supermassif, ce qui a conduit les astronomes à s'y intéresser, cette région a fait l'objet d'observations répétées des télescopes de l'ESO depuis 1995 et son décalage vers le rouge a été mesuré depuis La Silla, ainsi que l'existence d'un proto-amas et elle a été photographiée en 2005 par le télescope Hubble. Elle est formée d'une douzaine de petites galaxies en interaction gravitationnelle. MRC est le sigle du catalogue "Molonglo Reference Catalogue of Radio Sources", édité par l'Observatoire de Molonglo.
Observée tandis qu'elle s'assemble dans un univers primitif d'il y a 10 milliards d'années (son temps de regard vers le passé est estimé à 10,6 milliards d'années), elle a fait l'objet d'une publication signée par un groupe de chercheurs de l'université de Vienne coordonné par Helmut Dannerbauer, dans la revue Astronomy & Astrophysics, où le télescope APEX a permis de révéler l'existence d'une nouvelle région de formation d'étoiles, inhabituelle, au sein d'un proto-amas.